# Beverly McDonald
Beverly McDonald, född 15 februari 1970, är en jamaicansk före detta friidrottare och kortdistanslöpare.
McDonald var en del av det jamaicanska 4 x 100 meter-laget som vann guld vid VM 1991 i Tokyo. McDonald har även tagit ytterligare fem mästerskapsmedaljer med stafettlaget. Individuellt är hennes bästa placering en silvermedalj på 200 meter från VM i Sevilla 1999. McDonald blev fyra vid OS 2000 i Sydney på 200 meter, men tilldelades senare en bronsmedalj efter att guldmedaljören Marion Jones åkte fast för doping.

## Personliga rekord
- 100 meter – 10,99 (från 1998) [1]
- 200 meter – 22,22 (från 1999) [1]
- 60 meter – 7.16 (från 1995) [1]

## Resultatutveckling
| - 2005 – 11.21 (vind: +0.9) - 2004 – 11.35 (-0.2) - 2003 – 11.24 (+0.4) - 2002 – 11.24 (+0.6) - 2001 – 11.27 (+1.0) - 2000 – 11.11 (0.0) - 1999 – 11.10 (+0.5) - 1998 – 10.99 (+0.7) - 1997 – 11.13 (+0.4) - 1996 – 11.16 (+0.1) - 1995 – 11.20 (+1.9) - 1994 – 11.47 (+1.1) - 1993 – 11.22 (+2.0) - 1992 – 11.43 (+0.1) - 1991 – 11.37 (+1.7) - 1990 – 11.52 | - 2005 – 22.98 (0.0) - 2004 – 22.83 (+1.7) - 2003 – 22.67 (+0.3) - 2002 – 22.75 (+0.1) - 2001 – 22.57 (+0.5) - 2000 – 22.35 (+0.7) - 1999 – 22.22 (+0.6) - 1998 – 22.24 (+0.8) - 1997 – 22.62 (0.0) - 1996 – 23.04 (+0.1) - 1995 – 22.38 (+1.0) - 1993 – 22.67 (+1.8) - 1992 – 23.31 (+0.2) - 1991 – 23.48 - 1988 – 24.15 - 1987 – 23.40 (+0.2) | - 2002 – 7.46 - 1999 – 7.22 - 1995 – 7.16 |

### Fotnoter
1. 1 2 3 4 5 6 7 8 9 10 11 12 13 14 15 16 17 18 19 20 21 22 23 24 25 26 27 28 29 30 31 32 33 34 35 36 37 38 39  "Athlete profile for Beverly McDonald". IAAF.com. Läst 30 juli 2013.